# ブリティッシュ・チャンピオンズシリーズ名誉の殿堂
ブリティッシュ・チャンピオンズシリーズ名誉の殿堂（British Champions Series Hall of Fame）は、2021年にオンラインで創設された、イギリス競馬の平地競走における功労者および功労馬を顕彰する殿堂である。
日本では英競馬殿堂（JRA-VAN ver.World）などと呼称される。

## 概要
2021年、キプコ（QIPCO）社がブリティッシュ・チャンピオンズシリーズのスポンサー10周年を記念して支援し、イギリス競馬の平地競走における「偉大な存在」を競走馬・騎手・調教師・功労者の4部門から選出し、栄誉を与えるために創設された。殿堂入りを果たした者には、アスプレイがデザインした特注のメダルが贈呈される。
最初の殿堂入りにはフランケルおよびレスター・ピゴットが選出された。

## 殿堂入り
| 名                         | 部門   | 選出   |
| -------------------------- | ------ | ------ |
| フランケル                 | 競走馬 | 2021年 |
| レスター・ピゴット         | 騎手   | 2021年 |
| ブリガディアジェラード     | 競走馬 | 2021年 |
| ニジンスキー               | 競走馬 | 2021年 |
| ヴィンセント・オブライエン | 調教師 | 2021年 |
| ミルリーフ                 | 競走馬 | 2021年 |
| デイジュール               | 競走馬 | 2021年 |
| パット・エデリー           | 騎手   | 2021年 |
| エリザベス2世              | 功労者 | 2021年 |
| ランフランコ・デットーリ   | 騎手   | 2022年 |
| ダンシングブレーヴ         | 競走馬 | 2022年 |
| ガリレオ                   | 競走馬 | 2022年 |
| ウィリー・カーソン         | 騎手   | 2022年 |
| ヘンリー・セシル           | 調教師 | 2022年 |
| シーザスターズ             | 競走馬 | 2023年 |
| マイケル・スタウト         | 調教師 | 2023年 |
| ストラディバリウス         | 競走馬 | 2023年 |
| スティーブ・コーゼン       | 騎手   | 2023年 |
| ペブルス                   | 競走馬 | 2023年 |
| エイダン・オブライエン     | 調教師 | 2024年 |
| ドバイミレニアム           | 競走馬 | 2024年 |
| ゴルディコヴァ             | 競走馬 | 2024年 |